# いずみ野駅
いずみ野駅（いずみのえき）は、神奈川県横浜市泉区和泉町にある、相模鉄道相鉄いずみ野線の駅である。駅番号はSO34。

## 歴史
- 1976年（昭和51年）4月8日：横浜市戸塚区和泉町（分区により、現在は泉区）に開業。開業当時は終着駅であった。
- 1990年（平成2年）4月4日：当駅 - いずみ中央駅間の延伸開業により、途中駅となる[1]。
- 1999年（平成11年）2月27日：快速の運転が開始され、当駅が停車駅となる[2]。
- 2014年（平成26年）4月27日：特急の運転が開始され、当駅が停車駅となる。
- 2017年（平成29年）3月頃：相鉄デザインブランドアッププロジェクトに基づき駅舎がリニューアルされ、外壁の一部がレンガ造りとなる。
- 2019年（令和元年）11月30日：通勤急行ならびに通勤特急の運転が開始され当駅が停車駅となる。また、特急の運転が休止となる。
- 2023年（令和5年）
  - 3月12日：2・3番線でホームドアの使用を開始[3]。
  - 3月18日：ダイヤ改正によりいずみ野線に特急が復活し、再び当駅が停車駅となる。
  - 3月26日：1・4番線でホームドアの使用を開始[3]。

### 駅名の由来
駅所在地の地名「和泉町」から、「いずみ野」となる（和泉町の地名の由来については「和泉町 (横浜市)#沿革」を参照）。なお、計画時の仮称は「和泉町」であった。

## 駅構造
掘割の中に島式ホーム2面4線を持つ。中央の2番線と3番線が本線、外側の1番線と4番線が待避線である。いずみ野線延伸により途中駅になって以降は待避線の使用頻度は少なく、深夜の回送列車の留置と日中の試運転列車の待避等でしか使われていなかった。2014年のダイヤ改正で日中に特急が設定されて以降、当駅で緩急接続が行われていたが、待避列車は2019年ダイヤ改正で平日朝の上り方向4本のみに減少し下りは消滅。2021年ダイヤ改正では上りも消滅し全廃となった。2023年3月18日のダイヤ改正で平日に限り緩急接続が復活した。2023年現在待避線を使う旅客列車は4番線の留置車両を使用する上り始発列車や平日朝・夜に通勤特急・特急の待避を行う通勤急行・快速・各駅停車である。当駅が終着駅だったころはほとんどの列車が3番線と4番線を利用して折り返していた。
待避線を持つこと以外にも駅舎内に乗務員宿泊所を併設しており、待避線となる1番線と4番線では車両の夜間滞泊も設定されているなど運転上の要衝となっている。2023年3月18日ダイヤ改正現在、1番線に10両編成1本および4番線に8両編成1本が夜間停泊を行っており4番線の列車は上り始発列車となる。
また、いずみ野管区として、南万騎が原 - 当駅間を管理も行う。終着駅であった開業当初から弥生台駅側（横浜駅側）に両渡線を持ち、途中駅となって以降も撤去されておらず、下り本線となる2番線を除く3線は横浜方面への出発信号機も設けられている。定期旅客列車ではこの渡線を使用する列車はないものの、非常時や回送・試運転・臨時列車では当駅で横浜方面への折り返しが行われることがある。
駅舎は橋上駅舎であり、南北方向の自由通路の役割も兼ねている。改札内コンコースと各ホームの間には上下方向のエスカレーターが2基ずつ、エレベーターが1基ずつ、合わせて6基設置されている。エスカレーターは車椅子対応のものであったが、2000年代に階段の一部を撤去してエレベーターの設置が行われた。エレベーターの設置は相鉄いずみ野線の駅では最も遅く、相鉄線全体でも希望ヶ丘駅に次いで最後から2番目の設置であった。発車標は2016年7月に新設された。
改札外コンコースおよび自由通路の部分は駅舎と一体化して小規模な店舗が入居することができる構造となっており、2020年代では花屋、コンビニエンスストアや理容所などが所在する。かつては駅周辺の不動産を扱う系列の相鉄不動産が1980年代後半から30年近く入居していたほか、2000年代前半までは立ち食い蕎麦屋や売店もあったが閉店している。
いずみ野線は、当初計画では小田急江ノ島線の長後駅まで延伸し、同駅で小田急江ノ島線に接続する予定であった。しかし、長後駅の南隣の湘南台駅での接続に変更されたため、湘南台駅方面に至る線路は当駅から南側にカーブを描いている。

### ギャラリー

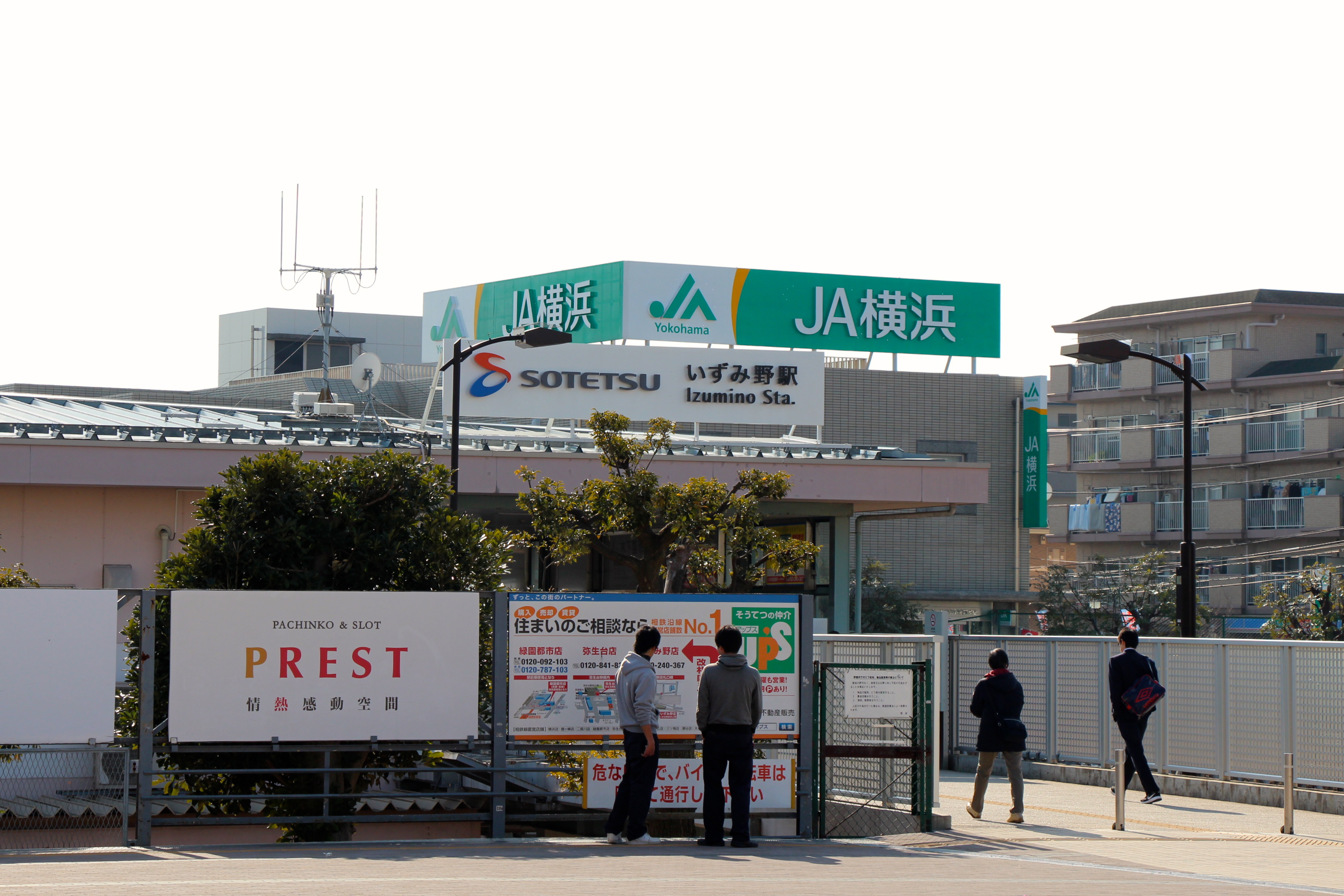
北口（2015年1月）
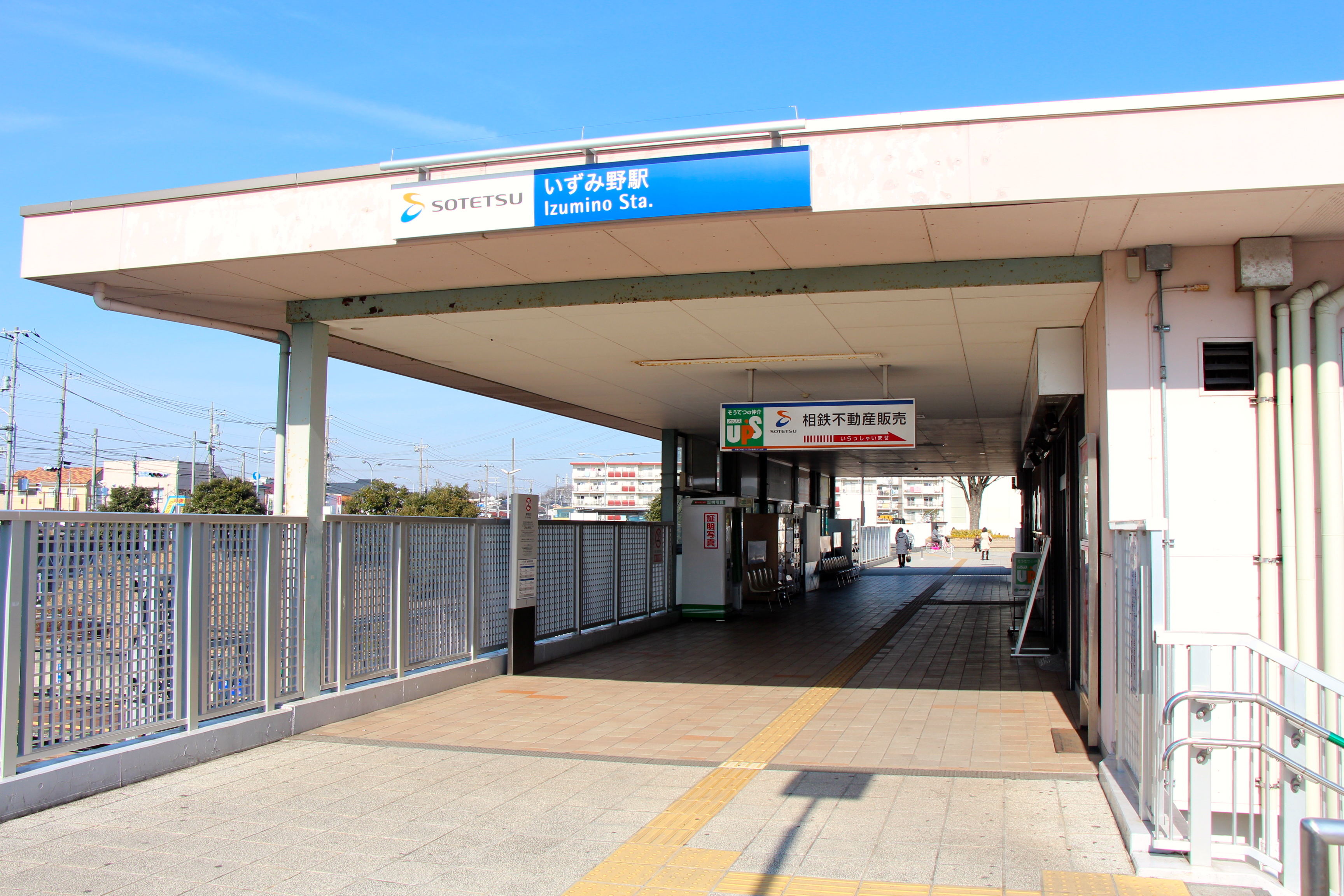
南口（2015年1月）
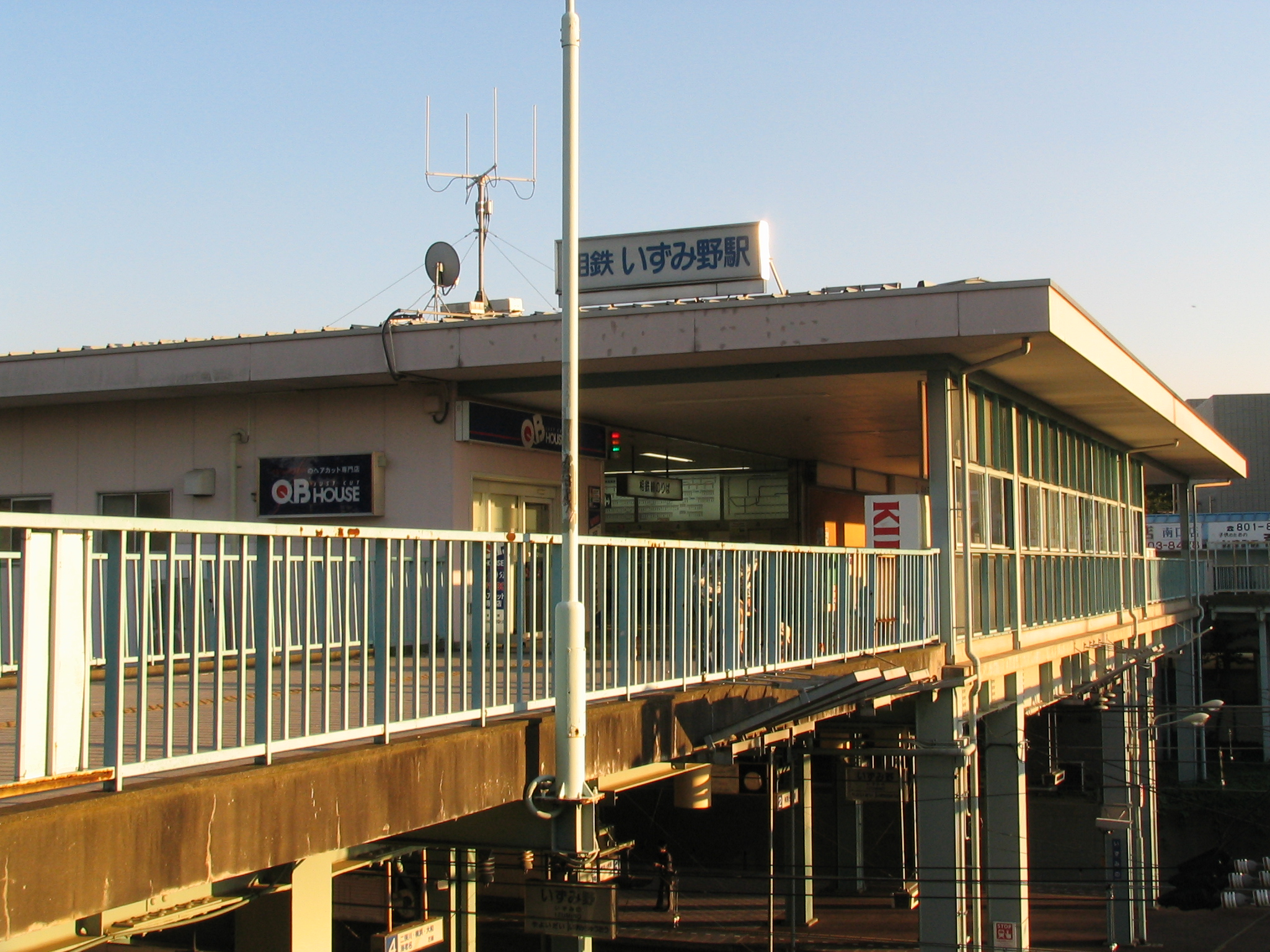
リニューアル前の北口（2007年9月）
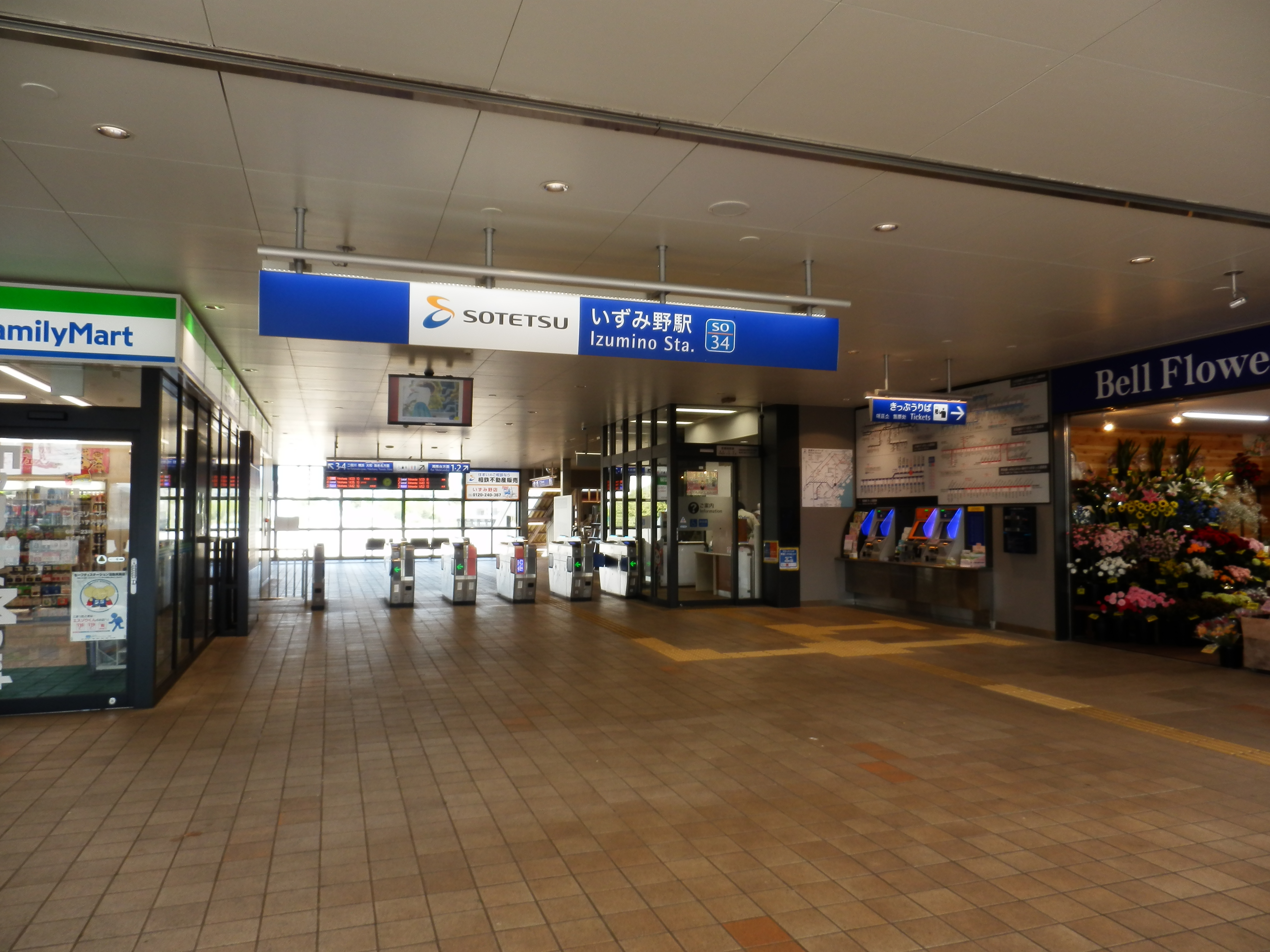
改札口（2017年4月）
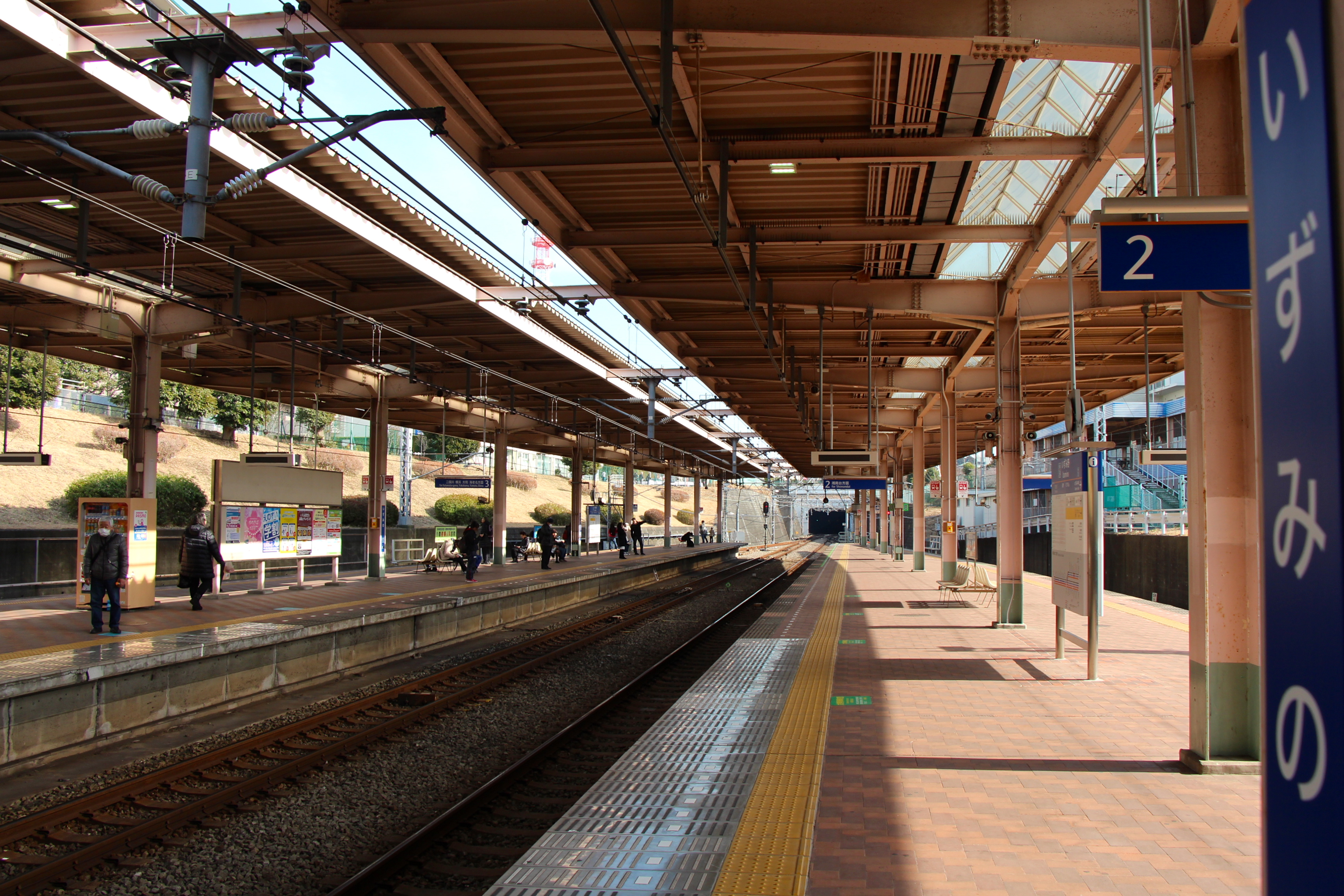
2・3番線の上屋全景（2015年1月）
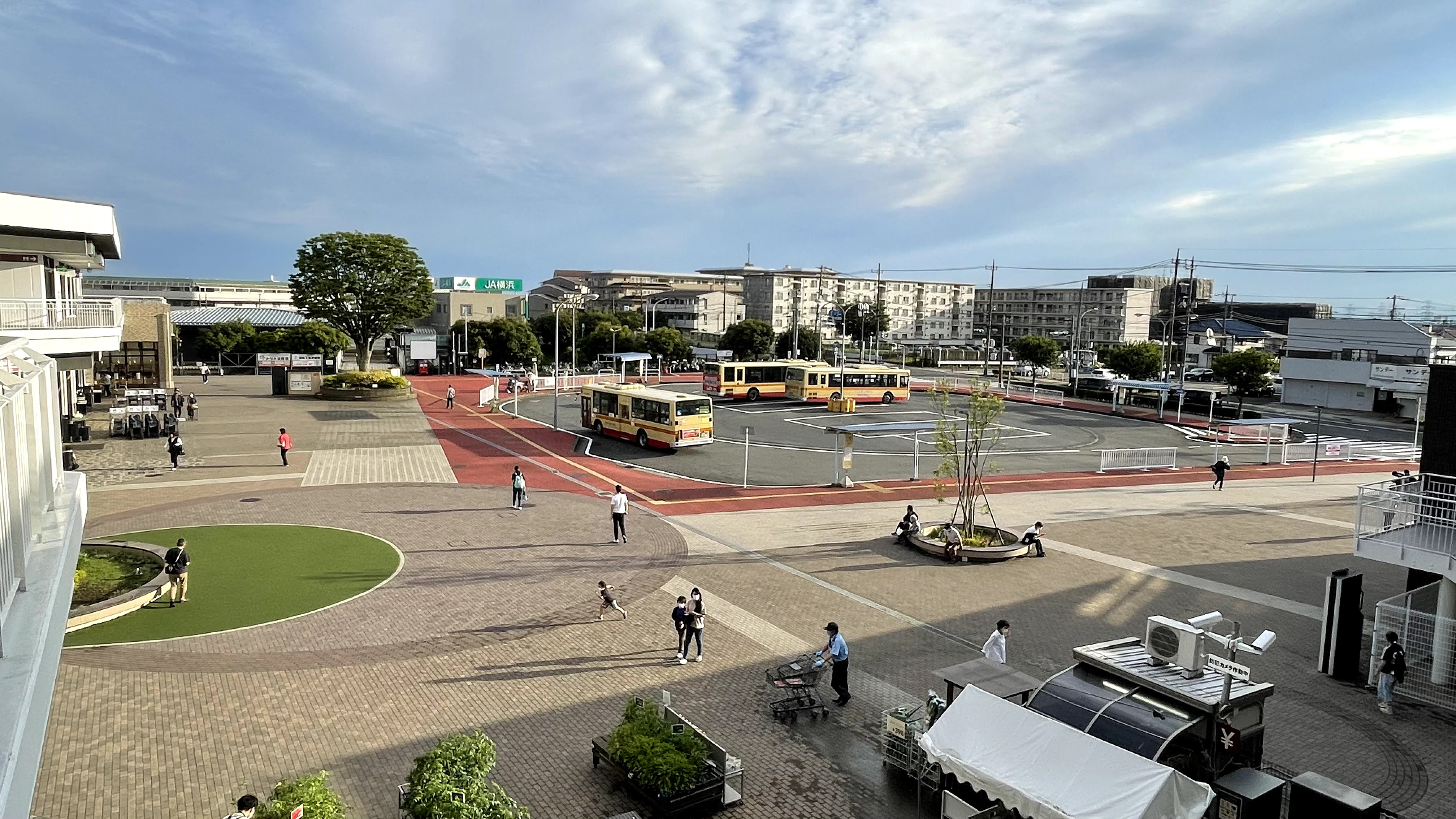
北口バスロータリー（2021年6月）
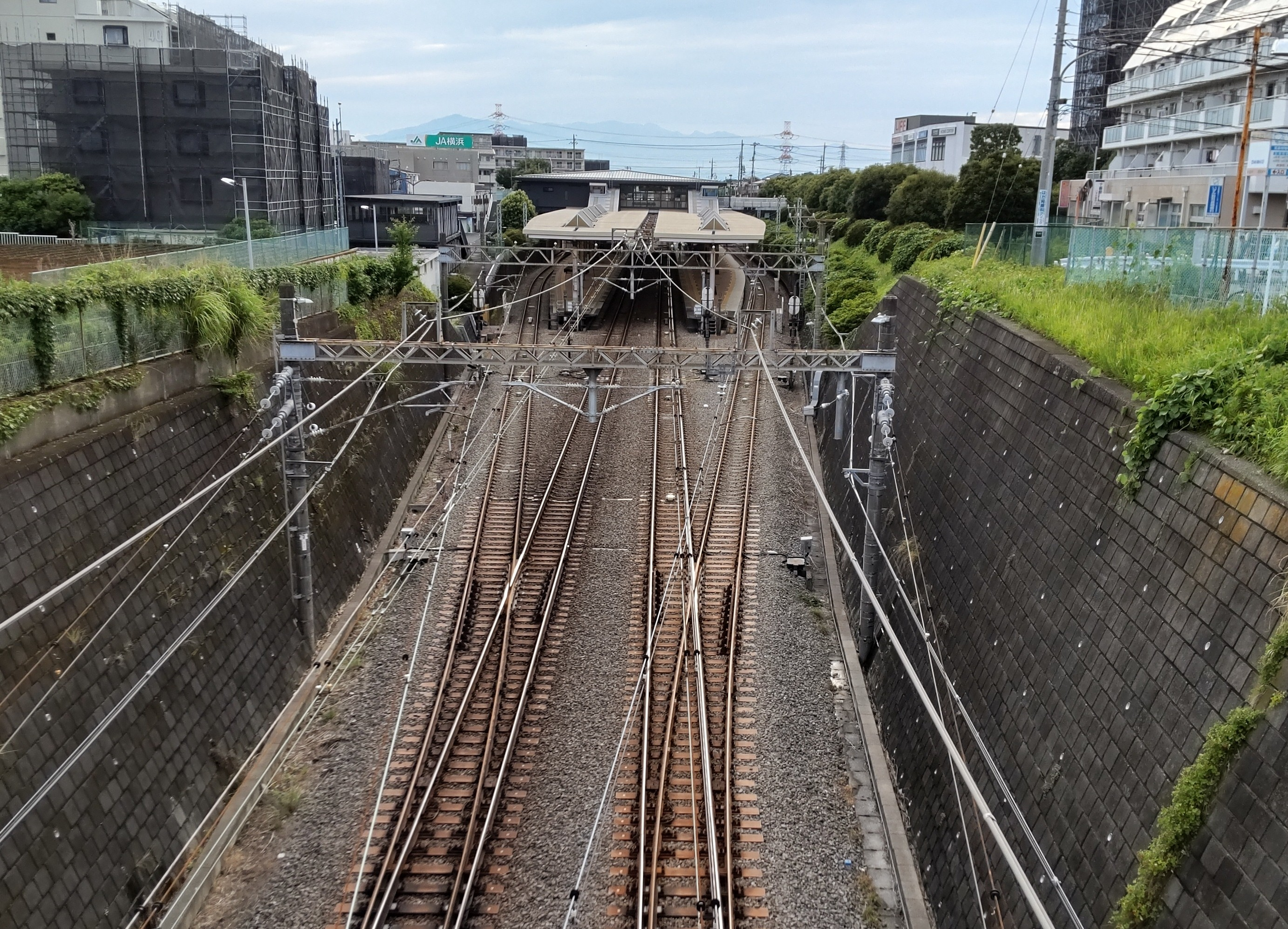
和泉トンネル上から（2021年6月）

### のりば
| 番線 | 路線           | 方向 | 行先                                             |
| ---- | -------------- | ---- | ------------------------------------------------ |
| 1・2 | 相鉄いずみ野線 | 下り | 湘南台方面                                       |
| 3・4 | 相鉄いずみ野線 | 上り | 横浜・海老名（二俣川のりかえ）・羽沢横浜国大方面 |

- 2・3番線が主本線で、1・4番線は待避線（副本線）である。なお、開業当時は1・2番線が主に留置線（日中まれに1・2番線からの発着もあった）として使用され、3・4番線が主に発着に使用されていた。

## 利用状況
2024年度の1日平均乗降人員は12,933人である。相鉄線全27駅中第24位。
相模鉄道における全列車停車駅の中では最も利用者数が少なく、特急・通勤特急の通過する両隣の弥生台駅といずみ中央駅や横浜側へ2駅進んだ緑園都市駅よりも少ない。利用地区は泉区の他に瀬谷区阿久和南、阿久和東、阿久和西、宮沢、南瀬谷、旭区善部町からの利用もある。
近年の1日平均乗降・乗車人員推移は下記の通り。
| 年度               | 1日平均 乗降人員 | 1日平均 乗車人員 | 出典     |
| ------------------ | ---------------- | ---------------- | -------- |
| 1980年（昭和55年） |                  | 7,896            | [ # 1 ]  |
| 1981年（昭和56年） |                  | 8,534            | [ # 1 ]  |
| 1982年（昭和57年） |                  | 9,340            | [ # 1 ]  |
| 1983年（昭和58年） |                  | 10,230           | [ # 1 ]  |
| 1984年（昭和59年） |                  | 10,734           | [ # 1 ]  |
| 1985年（昭和60年） |                  | 11,132           | [ # 1 ]  |
| 1986年（昭和61年） |                  | 11,526           | [ # 1 ]  |
| 1987年（昭和62年） |                  | 11,781           | [ # 1 ]  |
| 1988年（昭和63年） |                  | 12,296           | [ # 1 ]  |
| 1989年（平成元年） |                  | 12,882           | [ # 1 ]  |
| 1990年（平成02年） |                  | 10,499           | [ # 1 ]  |
| 1991年（平成03年） |                  | 10,432           | [ # 1 ]  |
| 1992年（平成04年） |                  | 10,644           | [ # 1 ]  |
| 1993年（平成05年） |                  | 10,660           | [ # 1 ]  |
| 1994年（平成06年） |                  | 10,381           | [ # 1 ]  |
| 1995年（平成07年） |                  | 10,139           | [ # 1 ]  |
| 1996年（平成08年） |                  | 9,868            | [ # 1 ]  |
| 1997年（平成09年） |                  | 9,468            | [ # 1 ]  |
| 1998年（平成10年） |                  | 9,187            | [ # 1 ]  |
| 1999年（平成11年） | 18,451           | 8,957            | [ * 1 ]  |
| 2000年（平成12年） | 17,469           | 8,549            | [ * 1 ]  |
| 2001年（平成13年） | 17,322           | 8,501            | [ * 2 ]  |
| 2002年（平成14年） | 16,921           | 8,340            | [ * 3 ]  |
| 2003年（平成15年） | 16,497           | 8,120            | [ * 4 ]  |
| 2004年（平成16年） | 16,058           | 7,911            | [ * 5 ]  |
| 2005年（平成17年） | 15,670           | 7,721            | [ * 6 ]  |
| 2006年（平成18年） | 15,468           | 7,622            | [ * 7 ]  |
| 2007年（平成19年） | 15,310           | 7,593            | [ * 8 ]  |
| 2008年（平成20年） | 15,395           | 7,643            | [ * 9 ]  |
| 2009年（平成21年） | 14,944           | 7,421            | [ * 10 ] |
| 2010年（平成22年） | 14,500           | 7,212            | [ * 11 ] |
| 2011年（平成23年） | 14,055           | 7,007            | [ * 12 ] |
| 2012年（平成24年） | 14,050           | 7,003            | [ * 13 ] |
| 2013年（平成25年） | 14,181           | 7,073            | [ * 14 ] |
| 2014年（平成26年） | 13,939           | 6,959            | [ * 15 ] |
| 2015年（平成27年） | 14,033           | 7,019            | [ * 16 ] |
| 2016年（平成28年） | 13,971           | 6,978            | [ * 17 ] |
| 2017年（平成29年） | 13,969           | 6,976            | [ * 18 ] |
| 2018年（平成30年） | 13,962           | 6,979            | [ * 19 ] |
| 2019年（令和元年） | 13,752           | 6,891            | [ * 20 ] |
| 2020年（令和02年） | 10,772           | 5,391            | [ * 21 ] |
| 2021年（令和03年） | 11,305           | 5,663            | [ * 22 ] |
| 2022年（令和04年） | 11,898           | 5,950            | [ * 23 ] |
| 2023年（令和05年） | 12,376           |                  |          |
| 2024年（令和06年） | 12,933           |                  |          |

## 駅周辺

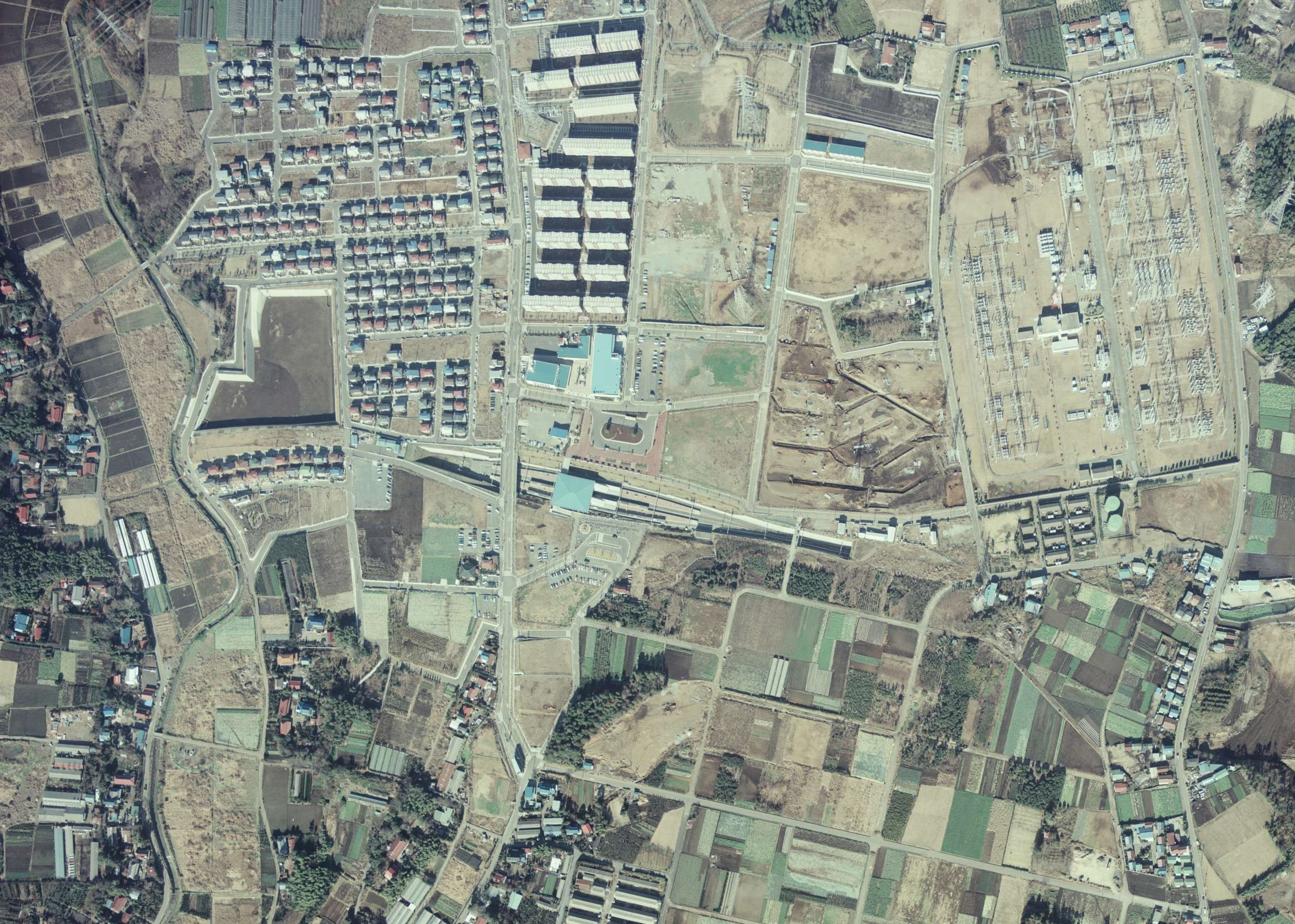
いずみ野駅付近空中写真（1977年12月撮影 国土画像情報オルソ化空中写真（国土交通省）より）

駅舎は境川水系境川支流の和泉川左岸（東岸）側に位置する。駅から西側の和泉川までは明瞭な谷地形、東側の尾根筋にある古道である鎌倉街道（通称かまくら道）までは緩やかな登りとなっており、駅付近が台地の端部となっている。鉄道開通前はこのかまくら道以外は1960年代にできた東京電力京浜変電所と畑がある位で、現在の駅周辺は全く何もないような場所であった。古くからの集落や寺社は和泉川沿いや旧街道沿いに点在する。当駅周辺で特に大きかった集落が駅北西2 kmの三家集落で、坂東三十三観音星谷寺（座間市）へ通じる川沿いの街道筋にある。また駅南側1 kmのところにある和泉小学校周辺も「柏尾通り大山道」と呼ばれ戸塚区柏尾町付近から霊山大山へ向かう大山道であった。これらの地区周辺では庚申塔や馬頭観音が今も残るところがある。
相鉄いずみ野線開通後には駅周辺が住宅地として開発が進んだ。駅の北側を中心に1970年代後半から1980年代中盤にかけて相模鉄道主導で土地区画整理事業が行われ、北口にはグリーンハイムと呼ばれる団地群が広がっているほか、一戸建て住宅も多い。駅の南側も開発が進んだが農地も多く残る。台地上にあり駅周辺は農地としては畑が多い。水田は和泉川沿いに点在するほか養豚、養鶏もわずかながら見られる。鎌倉郡中和田村和泉地区は昭和初期までは養蚕製糸も盛んであり、農家の過半数がカイコを飼育していたという統計も残るが、現在の駅周辺に面影は殆ど残っていない。
かまくら道以外の周辺の主な道としては和泉川右岸台地上にある環状4号がある。和泉川を渡りかまくら道と環状4号をつなぐ伝統的な道路も多いが、バイパスとして都市計画道路権太坂和泉線が2010年代に整備された。主たる商業地は駅前のほか、環状4号沿いを中心にロードサイド型店舗が立地している。 
駅からいずみ野小学校までの間の道路沿いは、開業時に整備されたソメイヨシノによる並木道で、春には「桜のトンネル」として有名である。しかし、根の周囲の踏み固めや過度の剪定によって弱った上に、木材腐朽菌による病害が多発した ために、2010年ごろまでに大半のものを伐採しエドヒガン系の新品種へ植え替えられた。新品種はあまり大きくならず、電線と干渉しにくいとされ、剪定による衰弱の低減が期待されている。このほかにも北口を出た所には1本のケヤキが植えられており、北口のバスロータリー移設工事で伐採されることもなく駅のシンボルになっている。他にも旧バスロータリーを囲むようにヤマモモが植えられ、ショッピングセンターいずみ野フォンテ内には藤棚が設けられていたが、後述の再開発によりこれらは撤去された。
開業当初は戸塚区役所中和田支所（現在の泉区役所）も当駅が最寄り駅（約1.5 km）であったが、後にいずみ中央駅が開業したため、そちらが最寄り駅となった。他の行政施設も同駅周辺に多いものの、横浜市泉図書館と神奈川県警察泉警察署は当駅が最寄りである。

### 駅周辺再開発
北口には1977年8月に開業したショッピングセンター「いずみ野フォンテ」があったが、2014年3月31日に営業を終了（一部店舗のみ同年6月まで継続）している。その後、同年6月5日にはそうてつローゼンや銀行、ドラッグストア、眼科などが入る新たな商業施設「相鉄ライフ いずみ野」（第1期）を隣地にオープンした（※銀行は同月23日オープン。また当駅周辺の再開発は、相鉄グループの成長戦略ロードマップ「Vision 100」でも掲げられている「いずみ野線沿線駅前街区リノベーション計画」の第一弾にあたる）。相鉄沿線で展開している相鉄ライフとしては7施設目に当たり、さらにいずみ野フォンテの跡地も再開発した上で、2016年8月31日にホームセンターのカインズを核とした第2期部分が開業した。

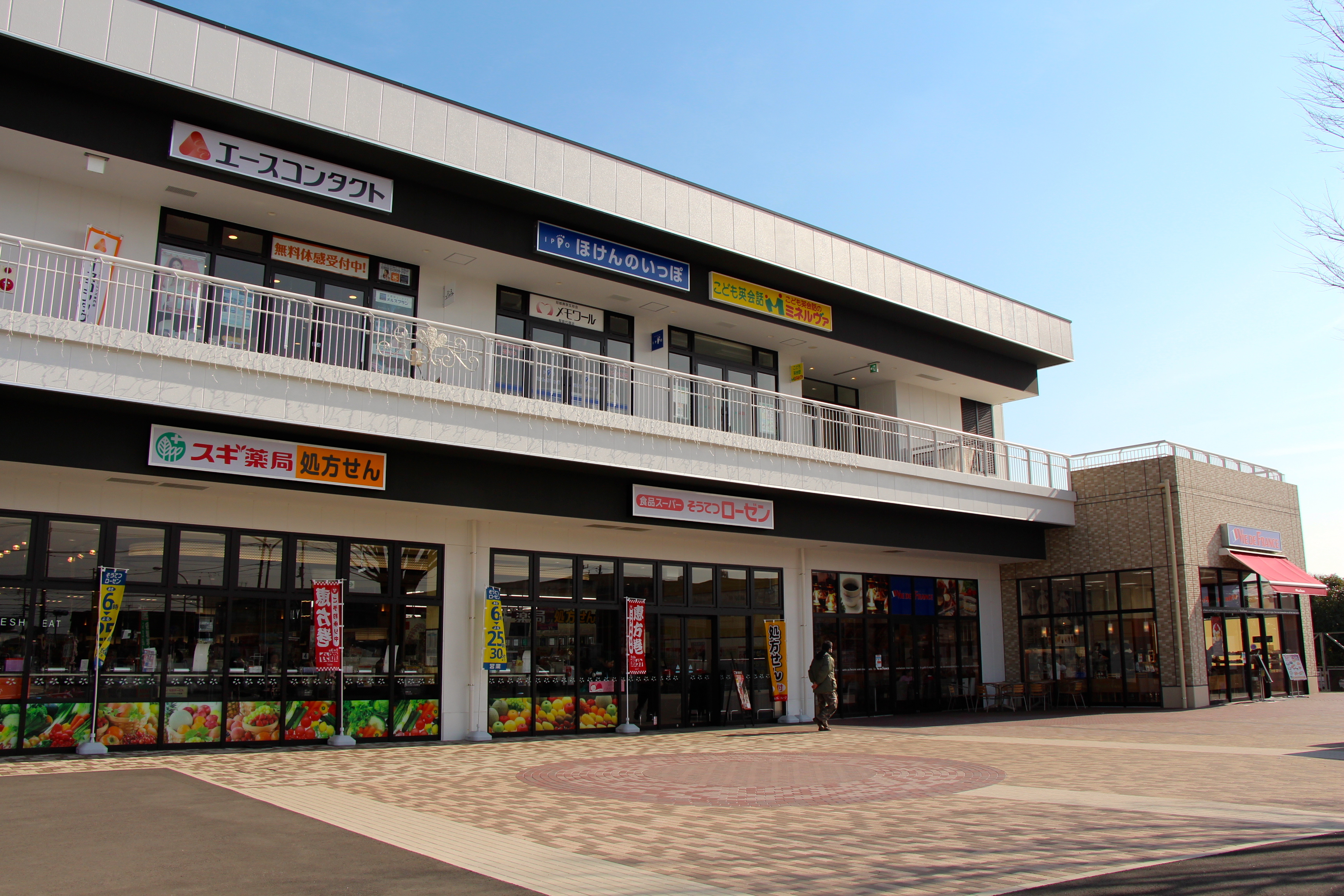
相鉄ライフ いずみ野（2015年1月）
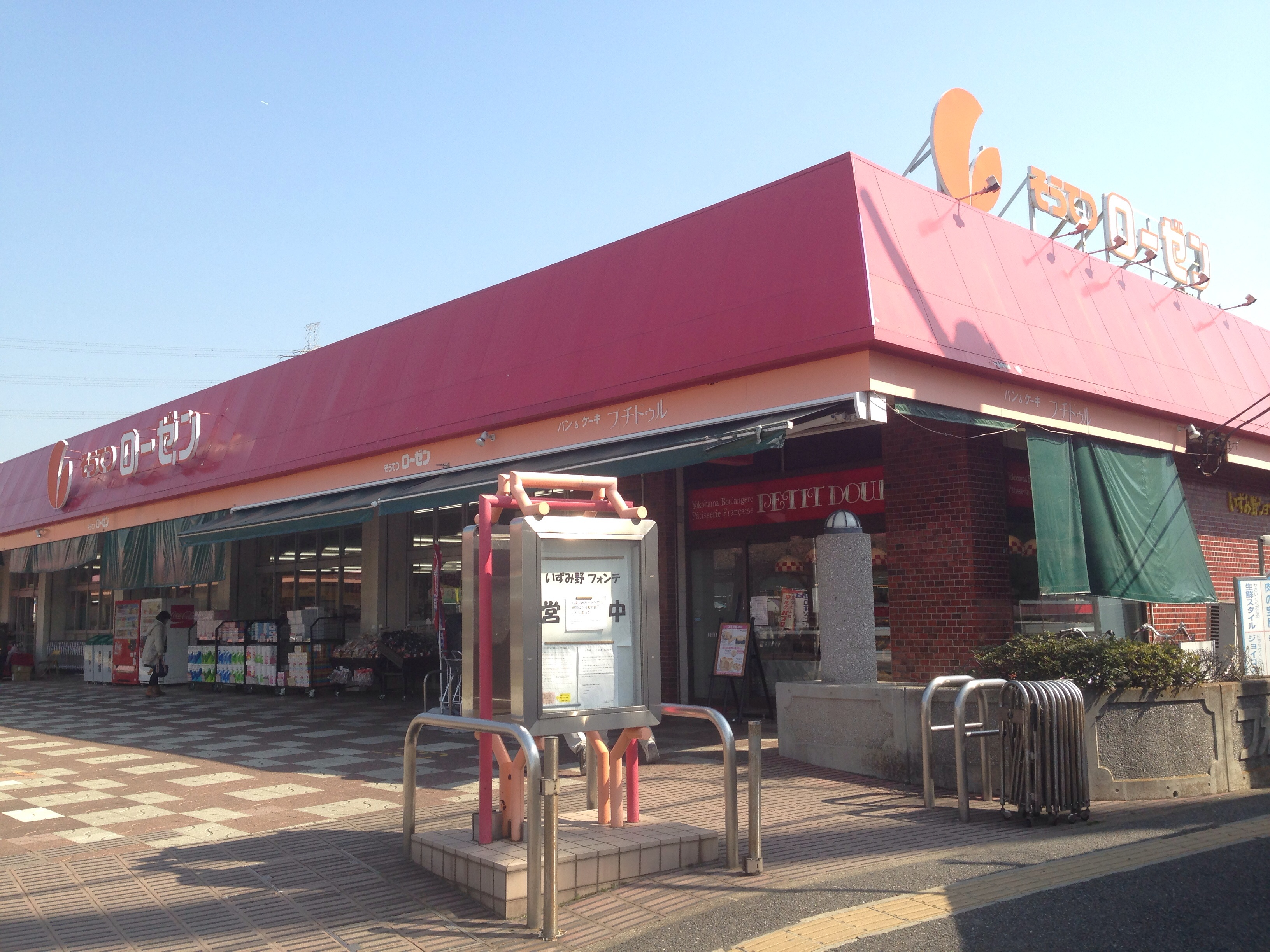
旧いずみ野フォンテ（2014年3月）〈※ 現在は閉鎖・撤去済み〉

### 主な周辺施設
- 和泉川
- 東京電力京浜変電所
- 神奈川県道402号阿久和鎌倉線（通称かまくら道）
- 都市計画道路権太坂和泉線
- 柏尾通り大山道
- 相鉄ライフ いずみ野[注 1]

そうてつローゼン いずみ野駅前店 その他店舗などの詳細は「公式サイト」を参照。
- 神奈川県泉警察署

泉警察署いずみ野駅前交番
- 横浜泉郵便局

横浜いずみ野郵便局
- 横浜市泉消防署いずみ野出張所
- 横浜農業協同組合（JA横浜）いずみ野支店
- 泉図書館
- 秀英高等学校
- 神奈川県立松陽高等学校
- 横浜市立いずみ野中学校
- 横浜市立いずみ野小学校
- 横浜市立和泉小学校
- 横浜市立阿久和小学校（瀬谷区）
- 神奈川県立横浜ひなたやま支援学校（瀬谷区）
- 県営阿久和団地（瀬谷区）
- 日向山団地（瀬谷区）

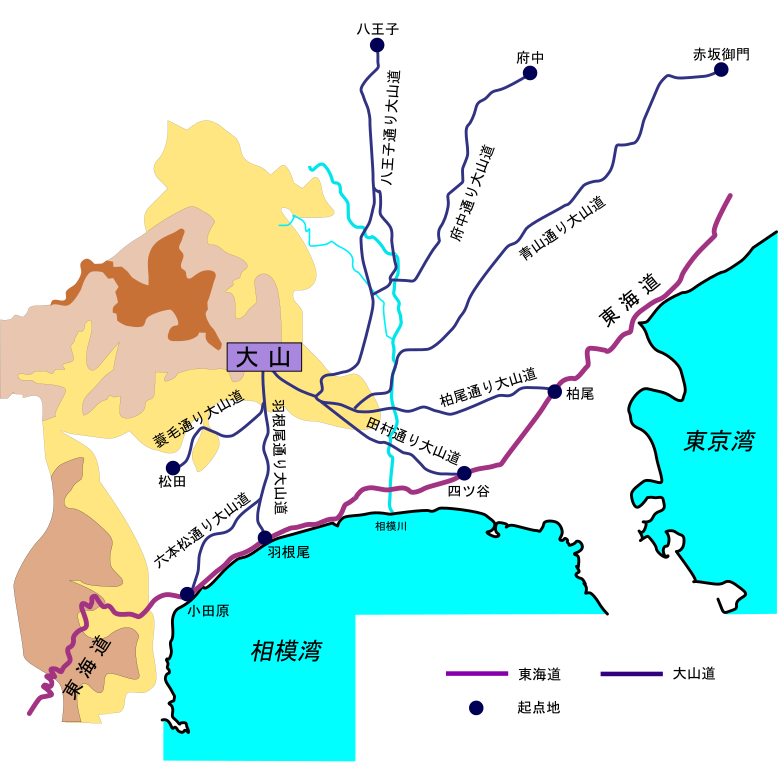
当駅南側を経由する古道「柏尾通り大山道」
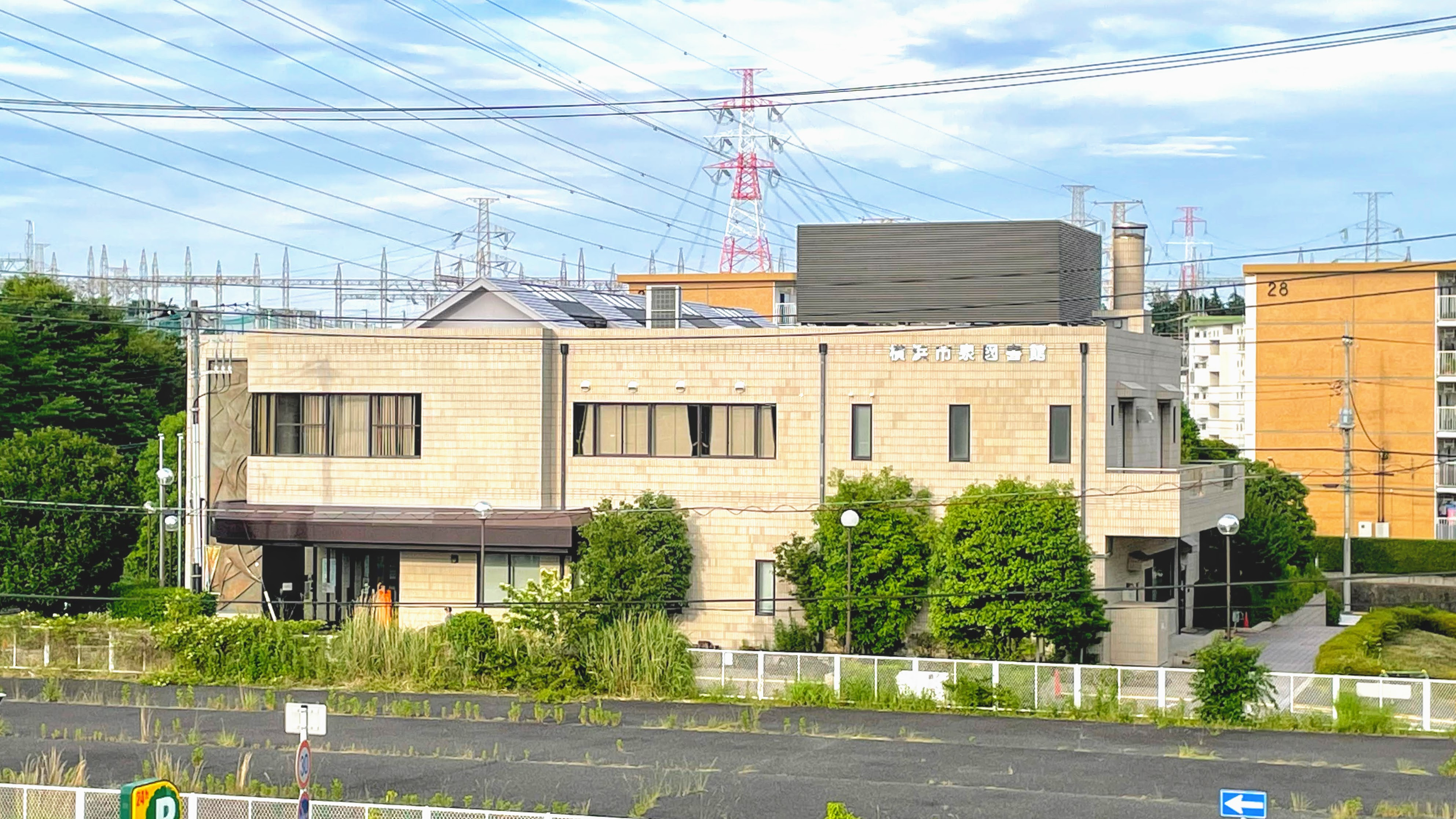
泉図書館とグリーンハイムと変電所
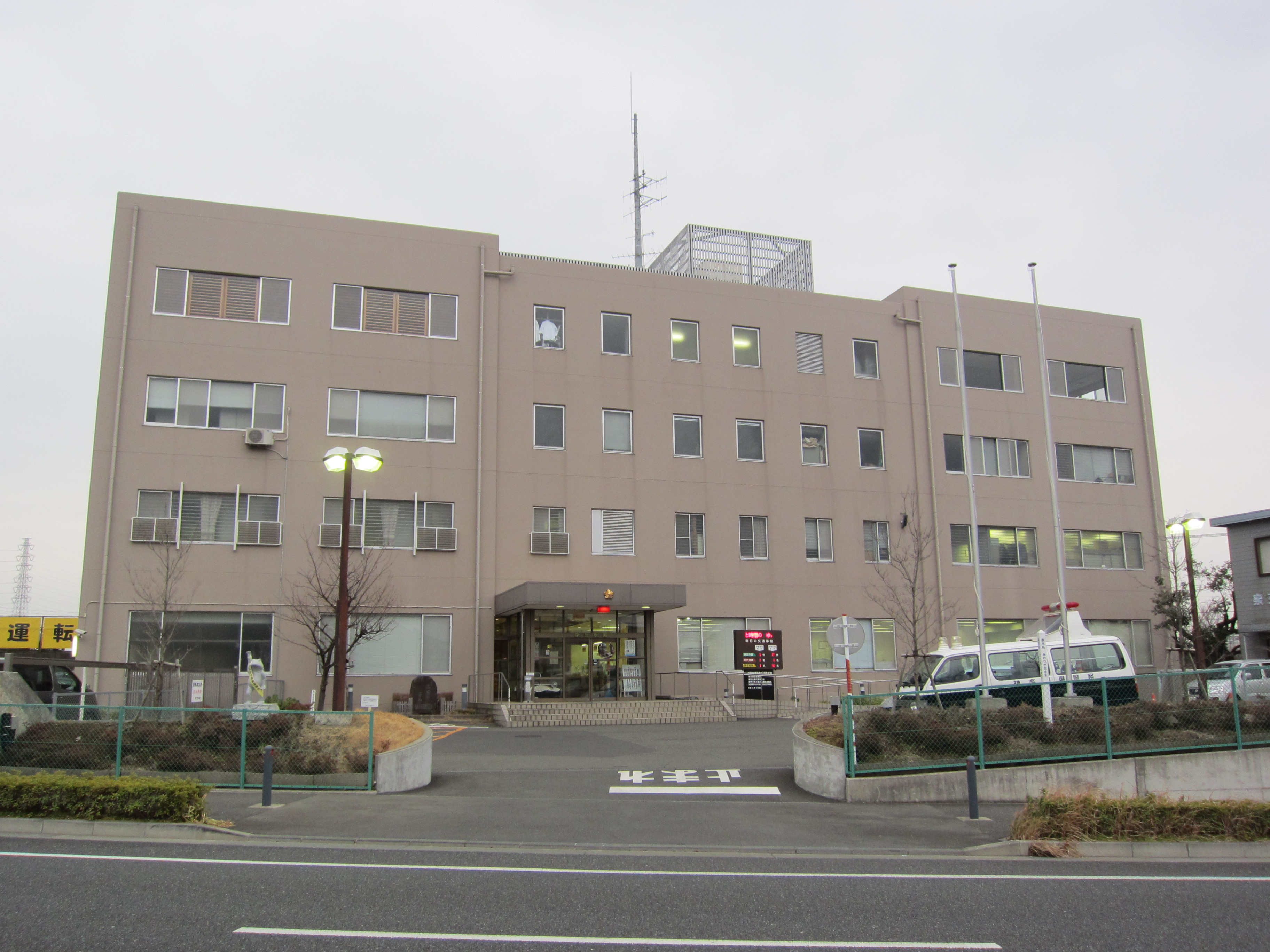
泉警察署
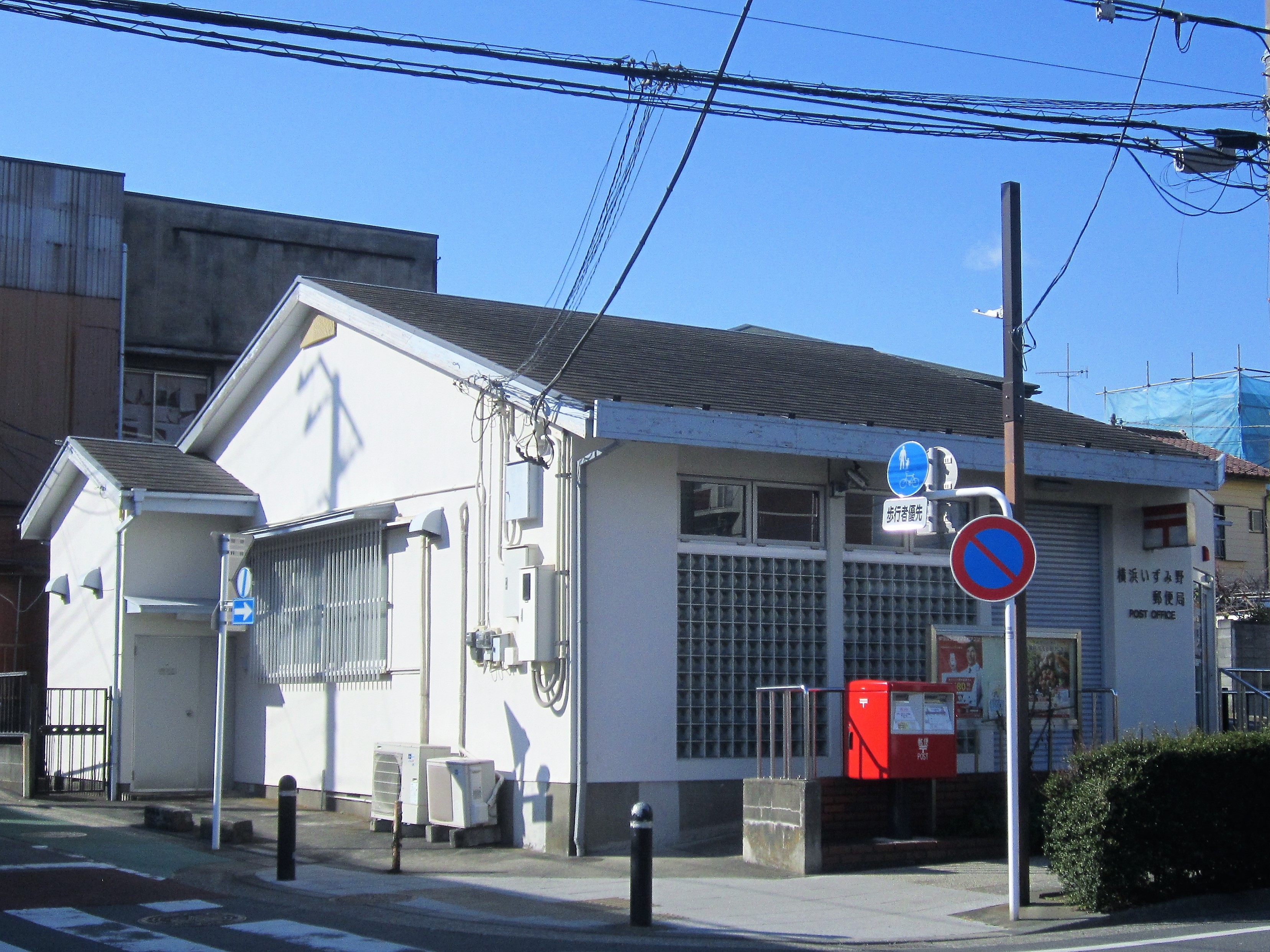
横浜いずみ野郵便局

## バス路線
最寄りの停留所は、北口のロータリーにある「いずみ野駅」となる。かつては南口に発着する便もあったが、いずみ中央延伸時までには北口に統一され南口は一般車両用とされた。また、北口についても1996年頃に再開発が行われて当初の位置とは異なっておりやや西に移設されている。元々の場所はロータリーの面影を残したままその後20年近く駐車場として利用されていたが、前述のいずみ野フォンテの再開発と拡張に伴い撤去された。なお、北口のロータリーにはタクシー乗り場もあるが、一般車両は進入禁止となっている。
2018年3月時点では以下の路線が乗り入れ、神奈川中央交通により運行されている。路線は南北方向と西方向の路線が充実しており、阿久和団地・いちょう団地・上飯田団地などの団地群へのアクセスは主にバスになる。かつては新橋・岡津経由戸塚駅行、立場経由湘南台駅行や立場経由ドリームランド行なども運行されていた。
| 乗り場 | 系統             | 行先（主な経由地）                                                     |
| ------ | ---------------- | ---------------------------------------------------------------------- |
| 1      | い10             | 上飯田車庫（松陽高校前、三家）                                         |
| 1      | 立01             | 瀬谷駅（松陽高校前、三家、下瀬谷中学校前）                             |
| 1      | い12             | 下瀬谷（松陽高校前、三家）                                             |
| 2      | い06             | いちょう団地循環 いずみ野駅（ 泉警察署前、上飯田団地、いちょう団地）   |
| 2      | い07             | 中屋敷（泉警察署前、上飯田団地、いちょう団地）                         |
| 2      | い08             | 長後駅（松陽高校前、三家、いちょう団地、上飯田団地、藤沢湘南台病院前） |
| 3      | い10・い12・立01 | 立場ターミナル（泉警察署前、横浜泉郵便局前）                           |
| 4      | い04             | 三ツ境駅（松陽高校前、三ツ境小学校前）                                 |
| 4      | い20             | 阿久和団地循環 いずみ野駅（松陽高校前、阿久和団地）                    |

## その他
相模鉄道では、テレビや映画などの撮影に鉄道施設を積極的に貸し出ししており、いずみ野駅でも駅施設を活用したシーンの撮影が行われることがある。例えば南口側は比較的広いロータリーが整備されているが、バス等が一切乗り入れていないなど利用者が少ないのに加え、ロータリーから直接プラットホームを広く見渡せる構造となっているため撮影に好条件である。南口ロータリーと駅構内とを隔てるフェンスは、ロータリーからのホーム撮影に配慮し低めになっている。

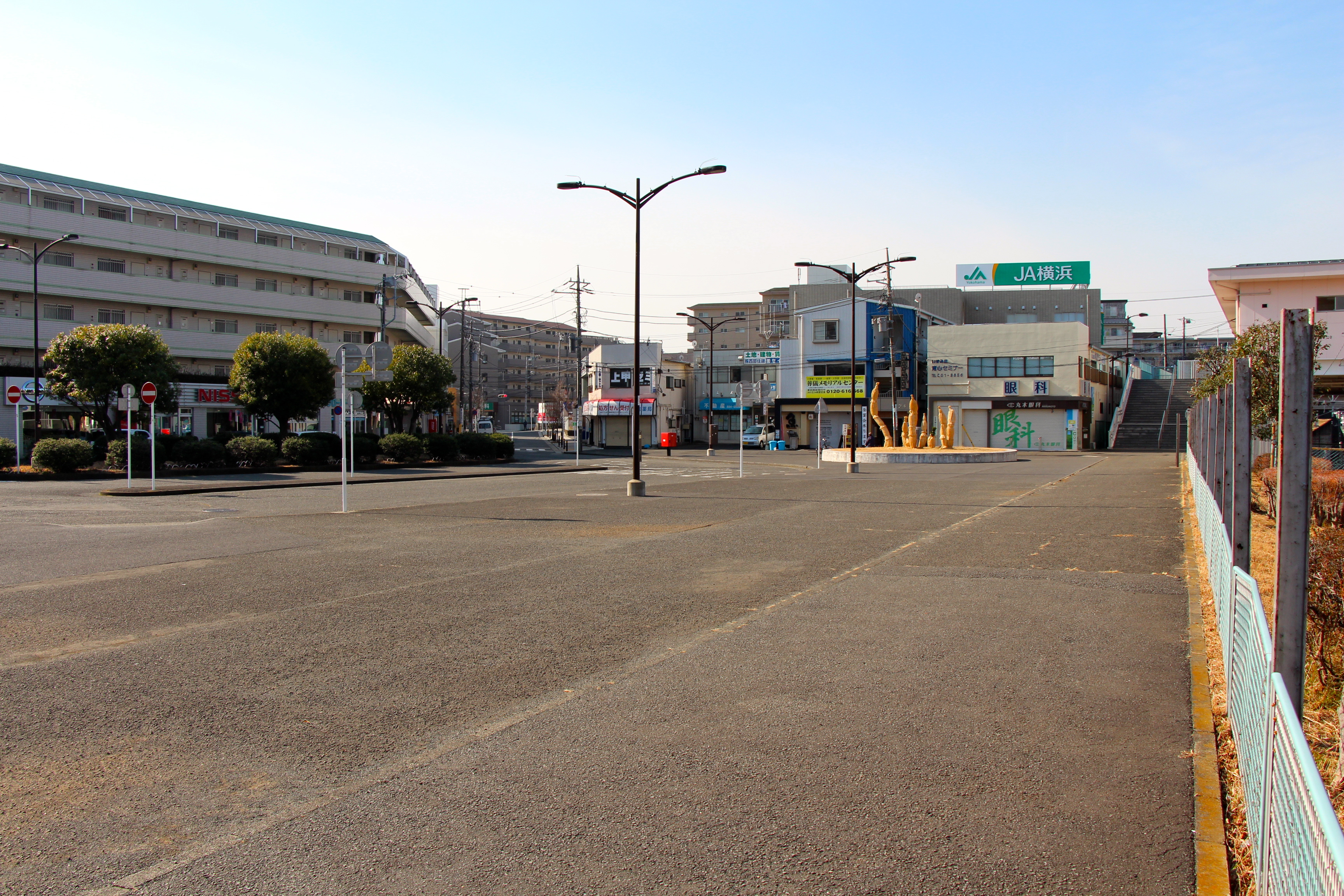
南口ロータリー（2015年1月）
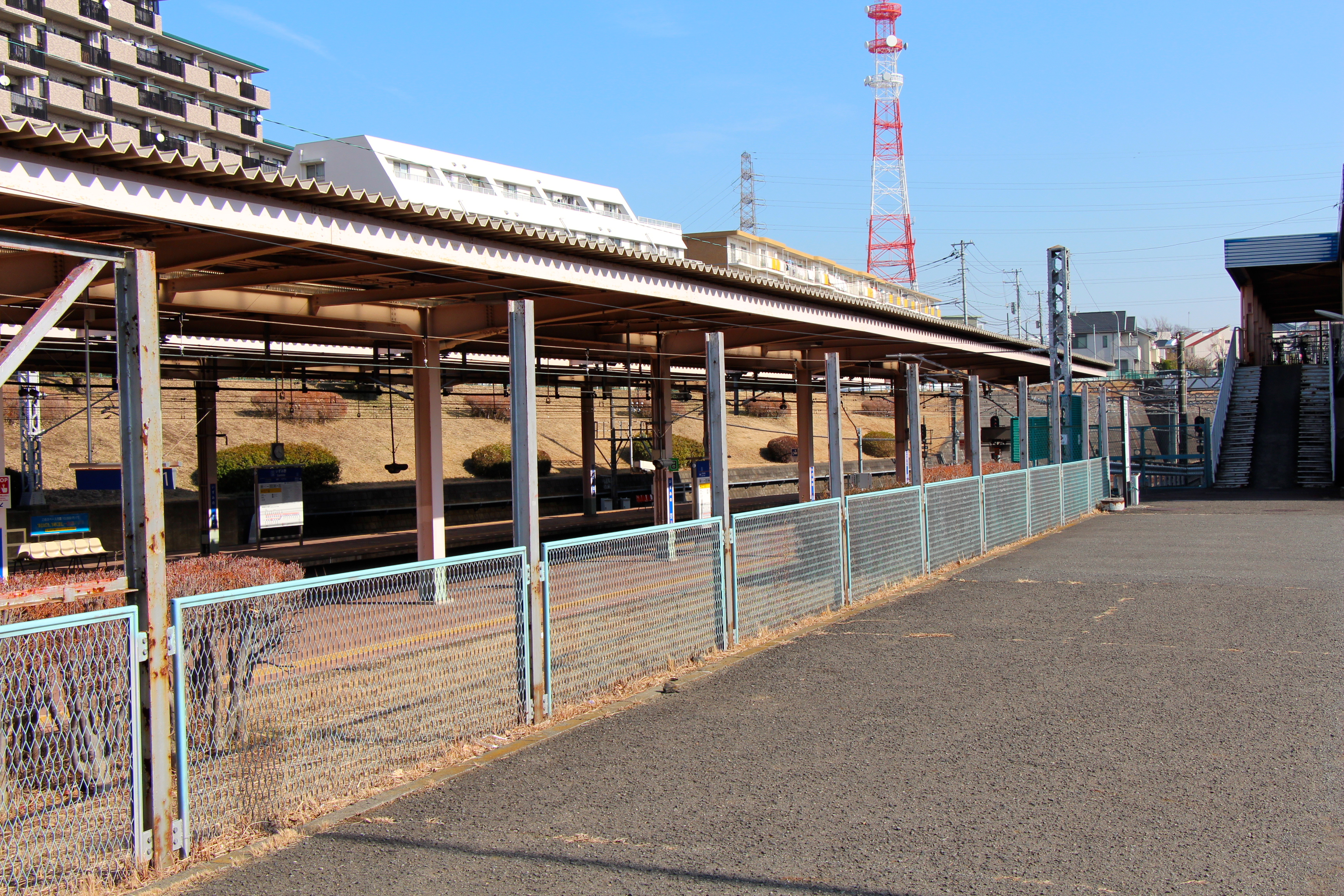
低めになっているフェンス部分（2015年1月）

## 隣の駅
相模鉄道
 相鉄いずみ野線
■特急・■通勤特急（平日上りのみ運転）
二俣川駅 (SO10) - いずみ野駅 (SO34) - 湘南台駅 (SO37)
■通勤急行（平日上りのみ運転）・■快速・■各駅停車
弥生台駅 (SO33) - いずみ野駅 (SO34) - いずみ中央駅 (SO35)